# 市川町立甘地小学校
市川町立甘地小学校（いちかわちょうりつ あまじしょうがっこう）は、兵庫県神崎郡市川町近平にある公立小学校。

## 沿革
- 1873年（明治6年） - 至誠小学校・要誠小学校・広告小学校が開校。
- 1876年（明治9年） - 藍青小学校・協和小学校の2校に統合。
- 1877年（明治10年） - 協和小学校を藍青小学校に統合。
- 1884年（明治17年）5月29日 - 藍青尋常小学校と改称。開校式の日を開校記念日と定める。
- 1892年（明治25年）7月1日 - 神西郡甘地村立甘地尋常小学校と改称。
- 1892年（明治25年）11月1日 - 高等科を併設し、神西郡甘地村立甘地尋常高等小学校と改称。
- 1896年（明治29年）4月1日 - 神西郡が神東郡と合併、神崎郡となったのに伴い、神崎郡甘地村立甘地尋常高等小学校と改称。
- 1941年（昭和16年）4月1日 - 甘地村立甘地国民学校と改称。
- 1947年（昭和22年）4月1日 - 甘地村立甘地小学校と改称。
- 1955年（昭和30年）7月25日 - 神崎郡甘地村が同郡3村と合併、町制施行したのに伴い、市川町立甘地小学校と改称。
- 1959年（昭和34年） - プール竣工。
- 1962年（昭和37年）1月 - 校歌制定。
- 1980年（昭和55年）2月 - 校旗制作。
- 1974年（昭和49年）月 - 創立100周年記念行事事業を行う。

## 通学区域
卒業生は基本的に市川町立市川中学校へ進学する。

## 周辺
- 市川町立市川中学校
- 市川郵便局
- 市川町役場
- 市川

## アクセス
- JR播但線 甘地駅より北方向に500m（徒歩10分）。
- 兵庫県道404号長谷市川線沿い

## 通学区域が隣接している学校
- 市川町立鶴居小学校
- 市川町立川辺小学校
- 福崎町立福崎小学校
- 福崎町立高岡小学校
- 姫路市立前之庄小学校

## その他
略称は「甘小（あましょう）」である。2006年5月より、イギリス北部のゲイツヘッドにある「チョップウェルプライマリースクール」と交流を始めた。